# ساحره‌ها
ساحره‌ها (به ایتالیایی: Le Streghe)، محصول ۱۹۶۷، فیلمی ایتالیایی شامل پنج اپیزود است. مائورو بولونینی، پیر پائولو پازولینی، ویتوریو دسیکا، لوکینو ویسکونتی و فرانکو روسی هریک یکی از اپیزودهای این فیلم را کاگردانی کرده‌اند. دینو دلارنتیس تهیه‌کننده این فیلم است. سیلوانا مانگانو در تمام اپیزودها بازی کرده‌است و کلینت ایستوود در اپیزود آخر، شبی مثل بقیه شب‌ها، ساخته ویتوریو دسیکا، بازی کرده‌است.

## اپیزودها

### ساحره زنده سوزانده شد
ساحره زنده سوزانده شد (به ایتالیایی: La strega bruciata viva) ، اپیزود اول فیلم، ساخته لوکینو ویسکونتی است. داستان این اپیزود دربارهٔ یک سوپراستار و مدل (با بازی مانگانو) است که به استراحتگاهی کوهستانی می‌رود و درمی‌یابد مهمانان استراحتگاه بر اساس پیش‌فرض‌هایی که دربارهٔ شغل و شهرت او دارند، دربارهٔ او قضاوت می‌کنند. همه زن‌ها به او حسادت می‌کنند و همه مردها می‌خواهند با او همبستر شوند.

### روح جمعی
اپیزود دوم، روح جمعی (به ایتالیایی: Senso civico)، را مائورو بولونینی کارگردانی کرده‌است. زنی (مانگانو) می‌خواهد مردی زخمی را به بیمارستان برساند. با سرعتی سرسام‌آور در خیابان‌های شهر رانندگی می‌کند اما وقتی به بیمارستان‌ها و درمانگاه‌ها می‌رسند توقف نمی‌کند.

### تماشای زمین از کره ماه
اپیزود سوم، تماشای زمین از کره ماه (به ایتالیایی: La Terra vista dalla Luna) را پیر پائولو پازولینی کارگردانی کرده‌است. مردی که زنش را به تازگی از دست داده به همراه پسرش سفری را آغاز می‌کنند تا همسر جدیدی پیدا کند. زنی لال بابازی مانگانو شادی را به زندگی‌شان می‌آورد. آن‌ها که بسیار فقیر هستند نقشه‌ای می‌کشند که به سرعت پولدارشان کند.

### دختری از سیسیل
اپیزود چهارم، دختری از سیسیل (به ایتالیایی: La siciliana)، به کارگردانی فرانکو روسی، داستانی خشن دربارهٔ انتقام است. این اپیزود کوتاه‌ترین اپیزود فیلم است.

### شبی مثل بقیه شب‌ها
آخرین اپیزود این فیلم، شبی مثل بقه شب‌ها (به ایتالیایی: Una serata come le altre)، ساخته ویتوریو دسیکاست. زنی خانه‌دار (با بازی مانگانو) تلاش می‌کند به شوهرش (با بازی کلینت ایستوود) بقبولاند زندگی زناشویی‌شان دیگر به اندازه قبل عاشقانه نیست.